# Anthene lychnaptes
Anthene lychnaptes är en fjärilsart som beskrevs av Holland 1891. Anthene lychnaptes ingår i släktet Anthene och familjen juvelvingar. Inga underarter finns listade i Catalogue of Life.